# Kretz (Allemagne)
Pour les articles homonymes, voir Kretz.
Kretz est une municipalité du Verbandsgemeinde Pellenz, dans l'arrondissement de Mayen-Coblence, en Rhénanie-Palatinat, dans l'ouest de l'Allemagne.